# Klafsky (cràter)
Klafsky és un cràter d'impacte en el planeta Venus de 25,5 km de diàmetre. Porta el nom de Katherina Klafsky (1855-1896), cantant d'òpera hongaresa, i el seu nom va ser aprovat per la Unió Astronòmica Internacional el 1994.